# Santuari de la Mare de Déu de Guadalupe (Hondarribia)
El Santuari de la Verge de Guadalupe és una ermita i santuari catòlic situat a la muntanya Jaizquíbel, en Hondarribia, Guipúscoa, País Basc, Espanya.

## Història
Apareix esmentada per primera vegada en un document de 1526, de fet, el mariner Juan Sebastián Elcano va donar sis ducats daurats a aquesta ermita. Segons la tradició, l'ermita s'aixeca en el lloc en què dos nens van trobar la imatge de la verge. Es tracta de l'advocació original de la Verge de Guadalupe al País Basc. Originària del segle xvi, ha estat destruïda en nombroses ocasions al llarg de la història.
És un temple d'una nau amb creuer i parets de capçalera planes. El temple original del segle xvi va ser reformat posteriorment, principalment al segle xviii. L'obra actual data majoritàriament del segle xix. La torre es va construir en 1868 i està en l'angle entre les façanes del sud i de l'est.
Després del setge de Hondarribia de 1638, la localitat va acudir en gran processó fins a l'ermita per agrair la protecció durant l'atac i celebrar la victòria.
Després del lloc de 1638, la localitat de Hondarribia va organitzar una gran processó fins a l'ermita per agrair la protecció donada al llarg de l'atac l'acció va decidir, per celebrar la victòria. Aquesta processó se celebra avui dia cada 8 de setembre, l'anomenada "Alarde de Hondarribia"

## Interior
El retaule principal és d'estil barroc, obra de Joan Bautista Igeluz i Jazinto Elduain i realitzat en 1748. Els retaules dels costats es van portar des de la parròquia. El retaule de l'esquerra, l'ofert a Sant Sebastià, és de 1507 amb renovacions de 1642. El retaule de la dreta és de 1760 i està ofert a Sant Joan Baptista.
Hi ha també alguns frescs de Bienabe Artia de 1949.